# Alexander Thies
Alexander Thies (* 1960 in Frankfurt am Main) ist ein deutscher Filmproduzent. Gemeinsam mit seinem Bruder Stefan Thies leitet er seit 1996 in zweiter Generation die Filmproduktionsfirma NFP Neue Film Produktion. Von der Gründung im Jahr 2008 bis Juli 2023 war er Vorstandsvorsitzender der Allianz Deutscher Produzenten – Film & Fernsehen e. V.

## Werdegang und berufliche Tätigkeit
Alexander Thies schloss 1988 seine Ausbildung zum Diplom-Kaufmann ab. 1989 nahm er seine Tätigkeit beim Filmproduktionsunternehmen und Filmverleih NFP Neue Film Produktion auf. Seit 1993 leitet er die NFP-Gruppe als Geschäftsführer und seit 1996 als geschäftsführender Gesellschafter zusammen mit seinem Bruder Stefan Thies. Alexander Thies ist dabei für das internationale Geschäft zuständig.

## Mitgliedschaften
- 2008–2023: Vorstandsvorsitzender der Allianz Deutscher Produzenten – Film & Fernsehen[4],
- bis 2023: Mitglied des Präsidiums der SPIO – Spitzenorganisation der Filmwirtschaft e. V.,
- Stellvertretender Aufsichtsratsvorsitzender und Stellvertretender Vorsitzender des Beirats der VFF Verwertungsgesellschaft der Film- und Fernsehproduzenten mbH,
- Vorstandsvorsitzender der International Academy of Media and Arts e.V. in Halle (Saale)[1][3]

## Filme (Auswahl)
Die deutsch-kanadische Koproduktion Bonhoeffer – Die letzte Stufe mit Ulrich Tukur als Bonhoeffer war 2000 sowohl ein Überraschungserfolg im deutschen Kino als auch der erste Erfolg von NFP* im englischsprachigen Nordamerika, in den USA erreichte der Film 13 Mio. Zuschauer. Unter der Leitung von Alexander Thies übernahm die NFP* bei Bonhoeffer – Die letzte Stufe erstmals auch den Verleih des Films. Darauf folgten Luther (2003) mit Joseph Fiennes in der Hauptrolle, der in über 30 Länder verkauft wurde, sowie 2009 die deutsch-südafrikanische Koproduktion Albert Schweitzer – Ein Leben für Afrika. 2017 hat er unter anderem Auf der anderen Seite ist das Gras viel grüner produziert.